# Althausit
Althausit ist ein sehr selten vorkommendes Mineral aus der Mineralklasse der „Phosphate, Arsenate und Vanadate“ mit der chemischen Zusammensetzung 
Mg4(PO4)2(OH,O)(F,□). Es ist damit chemisch gesehen ein Magnesium-Phosphat mit zusätzlichen Hydroxid- Sauerstoff- und/oder Fluorionen. Die in den runden Klammern angegebenen Verbindungen bzw. Elemente OH und O können sich dabei in der Formel jeweils gegenseitig vertreten (Substitution, Diadochie), stehen jedoch immer im selben Mengenverhältnis zu den anderen Bestandteilen des Minerals. Ein Teil des Fluors kann auch fehlen, d. h. der entsprechende Platz im Kristallgitter wäre eine Leerstelle.
Althausit kristallisiert im orthorhombischen Kristallsystem und findet sich in der Natur meist in Form derber Mineral-Aggregate und spaltbarer Massen, die bis zu einigen hundert Gramm wiegen können. Selten entwickelt er aber auch plumpe, tafelige und durchscheinende Kristalle bis etwa drei Zentimeter Größe, die nach der Längsachse gestreckt sind und auf den Oberflächen einen glasähnlichen Glanz zeigen. Je nach Fremdbeimengungen unter anderem durch Einschlüsse von Magnetit oder Xenotim variiert seine Farbe zwischen Hellgrau und Rötlichbraun. Seine Strichfarbe ist dagegen immer weiß.
Das Mineral ist spröde und lässt sich rechtwinklig zur c-Achse (Längsachse) sehr gut spalten. Mit der Zeit wandelt es sich entlang der Spaltebenen in Apatit um.

## Etymologie und Geschichte
Erstmals entdeckt wurde Althausit Steinbruch Tingelstadtjern bei Modum in der norwegischen Provinz Buskerud. Die Analyse und Erstbeschreibung erfolgte durch Gunnar Raade und Magne Tysseland, die das Mineral nach dem deutschen Mineralogen Egon Althaus (1933–2022) benannten.
Raade und Tysseland sandten ihre Untersuchungsergebnisse und den gewählten Namen 1974 zur Prüfung an die International Mineralogical Association/CNMNC (interne Eingangs-Nummer der IMA: 1974-050), die den Althausit als eigenständige Mineralart anerkannte. Publiziert wurde die Erstbeschreibung anschließend im Folgejahr im Fachmagazin Lithos. Die ebenfalls von der IMA/CNMNC anerkannte Kurzbezeichnung (auch Mineral-Symbol) von Althausit lautet „Ahs“.
Das Typmaterial des Minerals wird im Mineralogisch-Geologischen Museum (MGMU) der Universität Oslo in Norwegen unter den Katalog-Nummern 22044 und 22045 (nach IMA-Katalog 21978 HT) aufbewahrt.

## Klassifikation
In der veralteten 8. Auflage der Mineralsystematik nach Strunz ist der Althausit noch nicht verzeichnet.
Im zuletzt 2018 überarbeiteten und aktualisierten Lapis-Mineralienverzeichnis nach Stefan Weiß, das sich aus Rücksicht auf private Sammler und institutionelle Sammlungen noch nach dieser alten Form der Systematik von Karl Hugo Strunz richtet, erhielt das Mineral die System- und Mineral-Nr. VII/B.04-010. In der „Lapis-Systematik“ entspricht dies der Klasse der „Phosphate, Arsenate und Vanadate“ und dort der Abteilung „Wasserfreie Phosphate, mit fremden Anionen F,Cl,O,OH“, wo Althausit zusammen mit Holtedahlit, Phosphoellenbergerit und Satterlyit die unbenannte Gruppe VII/B.04 bildet.
Die von der IMA zuletzt 2009 aktualisierte 9. Auflage der Strunz’schen Mineralsystematik ordnet den Althausit ebenfalls in die Abteilung der „Phosphate usw. mit zusätzlichen Anionen; ohne H2O“ ein. Diese ist allerdings weiter unterteilt nach der relativen Größe der beteiligten Kationen und dem Stoffmengenverhältnis der weiteren Anionen (OH etc.) zum Phosphat-, Arsenat- bzw. Vanadatkomplex (RO4), so dass das Mineral entsprechend seiner Zusammensetzung in der Unterabteilung „Mit ausschließlich mittelgroßen Kationen; (OH usw.) : RO4 ≤ 1 : 1“ zu finden ist, wo es als einziges Mitglied die unbenannte Gruppe 8.BB.25 bildet.
Auch die vorwiegend im englischen Sprachraum gebräuchliche Systematik der Minerale nach Dana ordnet den Althausit in die Klasse der „Phosphate, Arsenate und Vanadate“ und dort in die Abteilung der „Wasserfreie Phosphate etc., mit Hydroxyl oder Halogen“ ein. Hier ist er als einziges Mitglied in der unbenannten Gruppe 41.06.05 innerhalb der Unterabteilung „Wasserfreie Phosphate etc., mit Hydroxyl oder Halogen mit (A)2(XO4)Zq“ zu finden.

## Kristallstruktur
Althausit kristallisiert orthorhombisch in der Raumgruppe Pnma (Raumgruppen-Nr. 62) mit den Gitterparametern a = 8,258(2) Å; b = 6,054(2) Å und c = 14,383(5) Å sowie 4 Formeleinheiten pro Elementarzelle.

## Modifikationen und Varietäten
Die Verbindung Mg2[(OH,F)|PO4] ist dimorph und kommt in der Natur neben dem orthorhombisch kristallisierenden Althausit noch als trigonal kristallisierender Holtedahlit vor.

## Bildung und Fundorte
Althausit bildet sich in Serpentin–Magnesit-Lagerstätten. Als Begleitminerale treten neben Apatit, Magnetit und Xenotim unter anderem noch Arsenopyrit, Chalkopyrit, Chlorit, Enstatit, Holtedahlit, Magnesit, Muskovit, Panasqueirait, Pyrrhotin, Quarz, Siderit, Sphalerit, Szaibélyit, Thadeuit, Talk, Topas, Vivianit und Wolfeit auf.
Als sehr selten vorkommende Mineralbildung ist Althausit bisher nur in wenigen Proben aus insgesamt fünf Fundorten gefunden worden (Stand 2023). Neben seiner Typlokalität, dem Steinbruch Tingelstadtjern, sind dies noch der ebenfalls nahe Modum gelegene Steinbruch Overntjern in Norwegen sowie die Zinn-Wolfram-Lagerstätte des Bergbaureviers Panasqueira (Couto Mineiro da Panasqueira) nahe der Stadt Covilhã in Portugal und die Gruben Criminoso bei Água Boa und Sapucaia bei Sapucaia do Norte (Galiléia) im brasilianischen Bundesstaat Minas Gerais.